# César Mateo
César Mateo (Madrid, 13 de enero de 1991) es un actor español de cine y televisión conocido por interpretar a Hugo Herreros en B&b, de boca en boca (2014-2015), a Nacho Hervás en El accidente (2017-2018) y a Omar Jamal en La víctima número 8 (2018).

## Biografía
Nacido en Madrid, en 1991, estudió interpretación en el Estudio Juan Codina. Tuvo su primer papel en la serie de televisión B&b, de boca en boca, donde interpretó a Hugo Herreros, sobrino de Luisa Martín en la ficción. Este papel le dio gran popularidad entre el público.
En 2017 se incorporó al reparto de la serie de Telecinco, El accidente, protagonizada por Quim Gutiérrez e Inma Cuesta. Un año más tarde, protagonizó La víctima número 8 para Telemadrid y ETB, donde interpretó a Omar Jamal. Además, participó en la película de Fernando Colomo, Antes de la quema. En 2020 apareció en la película Hasta el cielo de Daniel Calparsoro.

## Filmografía

### Cine
| Año  | Título            | Rol      | Director          | Notas        |
| ---- | ----------------- | -------- | ----------------- | ------------ |
| 2018 | Malnacido         | Urko     | Benja de la Rosa  | Cortometraje |
| 2019 | Antes de la quema | Mario    | Fernando Colomo   |              |
| 2020 | Hasta el cielo    | Fernando | Daniel Calparsoro |              |

### Televisión
| Año         | Título               | Rol                                  | Canal            | Notas         |
| ----------- | -------------------- | ------------------------------------ | ---------------- | ------------- |
| 2014 - 2015 | B&b, de boca en boca | Hugo Herreros Sánchez                | Telecinco        | 29 episodios  |
| 2017        | Indetectables        | Chico                                | Flooxer          | 2 episodios   |
| 2017 - 2018 | El accidente         | Ignacio «Nacho» Hervás Lobato        | Telecinco        | 13 episodios  |
| 2018        | La víctima número 8  | Omar Jamal Salama                    | Telemadrid / ETB | 8 episodios   |
| 2018 - 2019 | Todo por el juego    | Dani                                 | OnDirecTV        | 6 episodios   |
| 2020        | Amar es para siempre | Sebastián «Sebas» Montalbo Fernández | Antena 3         | 109 episodios |
| 2020        | Encrucijada          | Ander Parra                          | Movistar+        | 1 episodio    |
| 2021        | Luimelia             | Sebastián «Sebas» Montalbo Fernández | Atresplayer      | 1 episodio    |
| 2021        | La templanza         | Mauro Larrea (joven)                 | Prime Video      | 1 episodio    |
| 2022        | Bienvenidos a Edén   | Lucas                                | Netflix          | 4 episodios   |
| 2022        | La noche más larga   | Willy                                | Netflix          | 6 episodios   |
| 2022        | Servir y proteger    | Francisco «Kiko» García              | La 1             | 5 episodios   |
| 2022        | Bosé                 | Richi                                | Paramount+       | 1 episodio    |
| 2025        | Legado               | Rafael                               | Netflix          | 1 episodio    |